# Сычуань Гуаньчэн
«Сычуань Гуаньчэн» (кит. 四川冠城) — бывший профессиональный футбольный клуб из г.Чэнду, КНР. Принимал участие в Чемпионате Китая по футболу - в Лиге Цзя-А, а затем Суперлиге. Был расформирован в 2006 году.
8 ноября 1993 года был создан под названием «Сычуань Цюаньсин» (四川全兴) и являлся одним из представителей Запада КНР до того, как появился «Ваньгард Хуаньдао» (в настоящее время называется «Чунцин Лифань»). В 2002 году «Сычуань Цюаньсин» был продан «Группе Дахэ» (англ. Dahe Group) и переименован в «Сычуань Дахэ». В 2004 и 2005 годах клуб неизменно занимал девятую строчку в Суперлиге Китая по футболу.
Однако, в дальнейшем «Группа Дахэ» оказалась под влиянием другой команды - «Далянь Шидэ». Последовали упрёки в нечестной конкурентной борьбе и команда вновь была продана «Группе Гуанчэн» (англ. Guancheng Group). Однако при этом «Далянь Шидэ» по-прежнему имела влияние на коллектив и принятие решений. По итогам расследования, проведенного Китайской футбольной Ассоциацией, клубу было запрещено иметь какие бы то ни было связи с «Далянь Шидэ». В итоге, 27 января 2006 года команда была распущена, так как владелец «Далянь Шидэ» прекратил контакты с Футбольной Ассоциацией Сычуани.

## Изменение названия
- 1953—1993: ФК Сычуань 四川足球队
- 1994—1998: Сычуань Цюаньсин 四川全兴
- 1999: Сычуань Цюаньсин Ланцзю 四川全兴郎酒
- 2000: Сычуань Цюаньсин Шуйцзинфан 四川全兴水井坊
- 2001: Сычуань Шанъутун 四川商務通
- 2002: Сычуань Дахэ 四川大河
- 2003—2005: Сычуань Гуаньчэн 四川冠城

## Результаты
За всё время выступлений
| Сезон    | 1994 | 1995 | 1996 | 1997 | 1998 | 1999 | 2000 | 2001 | 2002 | 2003 | 2004 | 2005 |
| -------- | ---- | ---- | ---- | ---- | ---- | ---- | ---- | ---- | ---- | ---- | ---- | ---- |
| Дивизион | 1    | 1    | 1    | 1    | 1    | 1    | 1    | 1    | 1    | 1    | 1    | 1    |
| Место    | 6    | 10   | 6    | 7    | 5    | 3    | 3    | 4    | 14   | 8    | 9    | 9    |

## Эмблема клуба в разные годы

Сычуань Цюаньсин
Сычуань Дахэ
Сычуань Гуаньчэн